# Oblast Astrachan
Koordinaten: 47° 11′ N, 47° 9′ O
Die Oblast Astrachan (russisch Астраханская область Astrachanskaja oblast) ist eine Oblast in Russland mit rund einer Million Einwohnern. Die am Kaspischen Meer gelegene Region bildet den östlichen Rand des Föderationskreises Südrussland der Russischen Föderation.
Die Oblast liegt in der Kaspischen Senke und nimmt einen schmalen Streifen am Unterlauf der Wolga ein. Südlich der Stadt Astrachan befindet sich mit dem Wolgadelta das größte Flussdelta Europas, in dem die Wolga in das Kaspische Meer mündet. Die Oblast grenzt im Westen an Kalmückien, im Norden an die Oblast Wolgograd und im Osten an Kasachstan. Trotz der Nähe zum Kaspischen Meer ist das Klima streng kontinental mit geringen Niederschlägen.
Zur autochthonen Bevölkerung zählen neben den Russen auch die Kasachen, Tataren, Nogai-Tataren (Nogaier) und Kalmücken. Weitere, kleinere Minderheiten der Region sind Aserbaidschaner, Armenier, Tschetschenen und Ukrainer. Etwa 25 % der Einwohner sind Muslime. Die Oblast ist dünn besiedelt, ohne die Hauptstadt beträgt die Bevölkerungsdichte weniger als 10 Einwohner pro Quadratkilometer.
Wirtschaftlich bedeutend ist traditionell die Fischerei, bis vor einigen Jahren vorrangig nach Kaviar in der Wolga. In jüngerer Zeit wurden Erdöl- und Erdgasfelder entdeckt, die ausgebeutet werden.

## Geschichte
Die Oblast Astrachan wurde am 27. Dezember 1943 aus dem Kreis Astrachan der Oblast Stalingrad gebildet.
Bei der Schaffung der Föderationskreise 2000 wurde die Oblast dem Föderationskreis Nordkaukasus unterstellt, der noch im selben Jahr in Föderationskreis Südrussland umbenannt wurde.

## Verwaltungsgliederung
Die Oblast Astrachan gliedert sich in elf Rajons und zwei Stadtkreise. Den Rajons sind insgesamt 11 Stadt- und 153 Landgemeinden unterstellt (Stand: 2010).

### Stadtkreise
| [ A 1 ] | Stadtkreis | Einwohner | Fläche (km²) | Bevölkerungs- dichte (Ew./km²) |
| ------- | ---------- | --------- | ------------ | ------------------------------ |
| I       | Astrachan  | 506.110   | 209          | 2422                           |
| II      | Snamensk   | 32.414    | ?            | ?                              |

### Rajons
| [ A 1 ] | Rajon        | Einwohner | Fläche (km²) | Bevölkerungs- dichte (Ew./km²) | Stadt- bevölkerung | Land- bevölkerung | Verwaltungssitz | Weitere Orte                               | Anzahl Stadt- gemeinden | Anzahl Land- gemeinden |
| ------- | ------------ | --------- | ------------ | ------------------------------ | ------------------ | ----------------- | --------------- | ------------------------------------------ | ----------------------- | ---------------------- |
| 1       | Achtubinsk   | 72.494    | 7810         | 9                              | 53.449             | 19.045            | Achtubinsk      | Nischni Baskuntschak, Werchni Baskuntschak | 3                       | 12                     |
| 10      | Charabali    | 41.038    | 7100         | 6                              | 18.147             | 22.891            | Charabali       |                                            | 1                       | 9                      |
| 4       | Ikrjanoje    | 48.736    | 1950         | 25                             | 11.108             | 37.628            | Ikrjanoje       | Iljinka, Krasnyje Barrikady                | 2                       | 15                     |
| 3       | Jenotajewka  | 27.970    | 6300         | 4                              | –                  | 27.970            | Jenotajewka     |                                            | –                       | 14                     |
| 5       | Kamysjak     | 50.476    | 3493         | 14                             | 20.970             | 29.506            | Kamysjak        | Kirowski, Wolgo-Kaspijski                  | 3                       | 17                     |
| 6       | Krasny Jar   | 36.796    | 5260         | 7                              | –                  | 36.796            | Krasny Jar      |                                            | –                       | 16                     |
| 7       | Liman        | 33.433    | 2100         | 16                             | 9.192              | 24.241            | Liman           |                                            | 1                       | 15                     |
| 8       | Narimanow    | 46.133    | 6100         | 8                              | 11.094             | 35.039            | Narimanow       |                                            | 1                       | 12                     |
| 9       | Priwolschski | 43.158    | 840          | 51                             | –                  | 43.158            | Natschalowo     |                                            | –                       | 12                     |
| 11      | Tschorny Jar | 20.362    | 4200         | 5                              | –                  | 20.362            | Tschorny Jar    |                                            | –                       | 10                     |
| 2       | Wolodarski   | 47.993    | 3887         | 12                             | –                  | 47.993            | Wolodarski      |                                            | –                       | 21                     |

Anmerkungen:
1. 1 2  Nummer des Rajons/Stadtkreises (in alphabetischer Reihenfolge der Namen im Russischen)
2. ↑  SATO („Geschlossene Stadt“)
3. ↑  Siedlungen städtischen Typs bzw. Stadtgemeinden

## Städte und städtische Siedlungen
Verwaltungszentrum und einzige Großstadt der Oblast ist Astrachan. Insgesamt gibt es in der Oblast sechs Städte (davon eine „geschlossene“) und sieben Siedlungen städtischen Typs.
| Stadt*/Städt. Siedlung | Russisch          | Stadtkreis/Rajon  | Einwohner (14. Oktober 2010) | Wappen | Lage                 |
| ---------------------- | ----------------- | ----------------- | ---------------------------- | ------ | -------------------- |
| Achtubinsk*            | Ахтубинск         | Achtubinsk        | 41.853                       |        | 48° 17′ N, 46° 10′ O |
| Astrachan*             | Астрахань         | Stadtkreis        | 520.339                      |        | 46° 20′ N, 48° 1′ O  |
| Charabali*             | Харабали          | Charabali         | 18.117                       |        | 47° 24′ N, 47° 15′ O |
| Iljinka                | Ильинка           | Ikrjanoje         | 4.650                        |        | 46° 14′ N, 47° 54′ O |
| Kamysjak*              | Камызяк           | Kamysjak          | 16.314                       |        | 46° 7′ N, 48° 5′ O   |
| Kirowski               | Кировский         | Kamysjak          | 2.249                        |        | 45° 51′ N, 48° 8′ O  |
| Krasnyje Barrikady     | Красные Баррикады | Ikrjanoje         | 6.488                        |        | 46° 12′ N, 47° 54′ O |
| Liman                  | Лиман             | Liman             | 9.024                        |        | 45° 47′ N, 47° 14′ O |
| Narimanow*             | Нариманов         | Narimanow         | 11.521                       |        | 46° 41′ N, 47° 51′ O |
| Nischni Baskuntschak   | Нижний Баскунчак  | Achtubinsk        | 2.789                        |        | 48° 13′ N, 46° 50′ O |
| Snamensk*              | Знаменск          | Stadtkreis (SATO) | 29.401                       |        | 48° 35′ N, 45° 45′ O |
| Werchni Baskuntschak   | Верхний Баскунчак | Achtubinsk        | 8.411                        |        | 48° 14′ N, 46° 43′ O |
| Wolgo-Kaspijski        | Волго-Каспийский  | Kamysjak          | 2.581                        |        | 46° 12′ N, 47° 55′ O |

## Bevölkerung
Bei den letzten russischen Volkszählungen in den Jahren 2002 und 2010 gab es eine Bevölkerungszahl von 1.005.276 respektive 1.010.073 Bewohnern. Somit stieg die Einwohnerzahl in diesen acht Jahren um 4.797 Personen (+0,47 %). Die Verteilung der verschiedenen Volksgruppen sah folgendermaßen aus:
| Nationalität    | VZ 1989 | Prozent | VZ 2002   | Prozent | VZ 2010   | Prozent |
| --------------- | ------- | ------- | --------- | ------- | --------- | ------- |
| Russen          | 713.558 | 71,97   | 700.561   | 69,68   | 618.204   | 67,6    |
| Kasachen        | 126.500 | 12,76   | 142.633   | 14,19   | 149.415   | 16,3    |
| Tataren         | 71.655  | 7,23    | 70.590    | 7,02    | 60.523    | 6,6     |
| Ukrainer        | 18.714  | 1,89    | 12.605    | 1,25    | 8.132     | 0,9     |
| Aserbaidschaner | 4.530   | 0,46    | 8.215     | 0,82    | 7.828     | 0,9     |
| Nogaier         | 3.958   | 0,40    | 4.570     | 0,45    | 7.589     | 0,9     |
| Tschetschenen   | 7.886   | 0,80    | 10.019    | 1,00    | 7.229     | 0,8     |
| Kalmücken       | 8.191   | 0,83    | 7.162     | 0,71    | 6.624     | 0,7     |
| Armenier        | 2.807   | 0,28    | 6.309     | 0,63    | 5.824     | 0,6     |
| Zigane          | 2.462   | 0,25    | 4.331     | 0,43    | 5.214     | 0,6     |
| Einwohner       | 991.521 | 100,00  | 1.005.276 | 100,00  | 1.010.073 | 100,00  |

Anmerkungen: Die Anteile beziehen sich auf Gesamtzahl der Einwohner. Also mitsamt dem Personenkreis, der keine Angaben zu seiner ethnischen Zugehörigkeit gemacht hat (2002 2.963 resp. 2010 95.217 Personen). Da die Zahl der Personen ohne Angabe 2010 sehr hoch ist, sind genaue Angaben schwierig

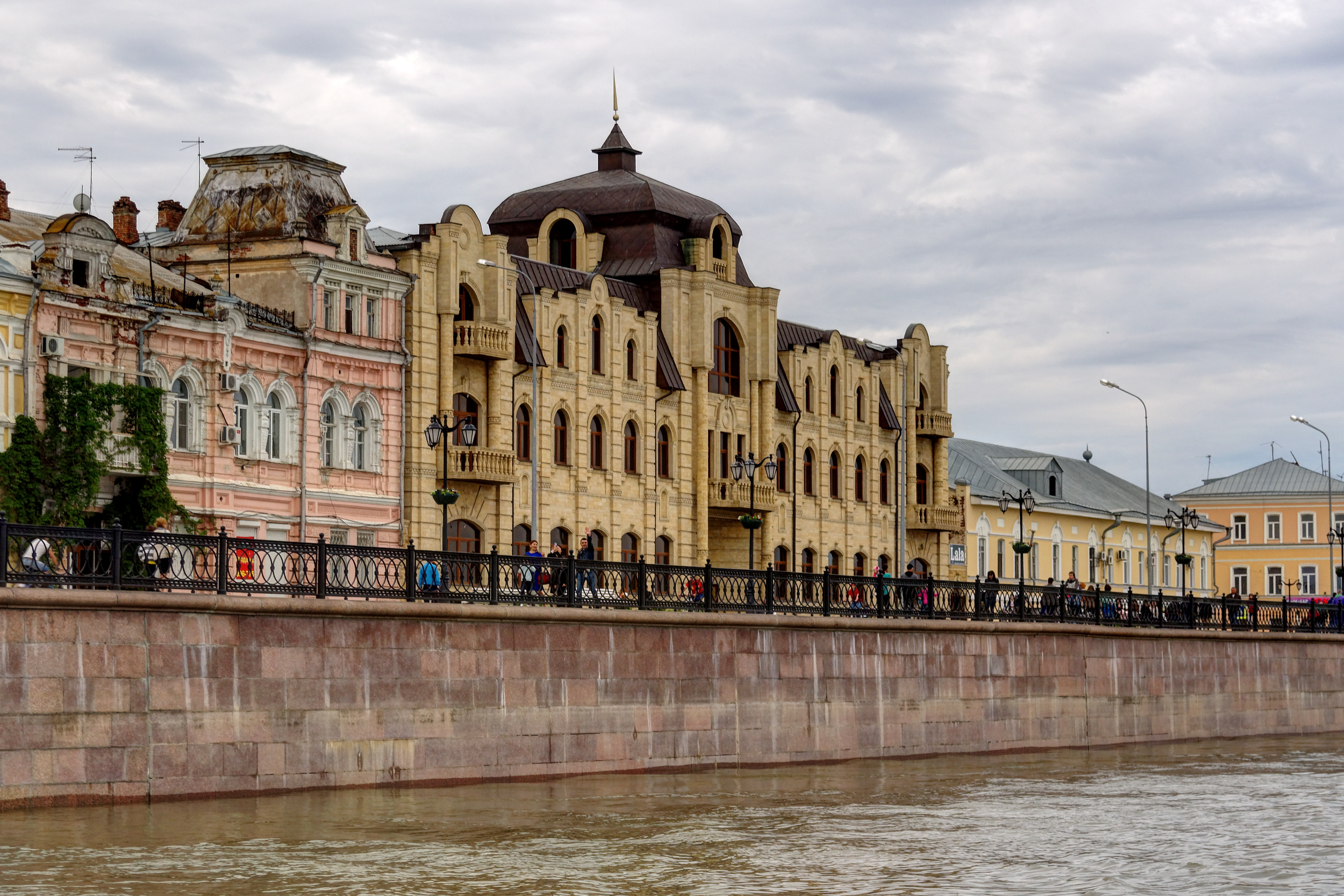
Ufer des Kutum, Wolgazufluss, in Astrachan

Die Bevölkerung des Gebiets besteht heute mehrheitlich aus Russen. Die Kasachen und Tataren sind die zahlenmäßig stärksten ethnischen Minderheiten in der Oblast Astrachan. Andere einheimische Völker wie die Nogaier und die Kalmücken bilden nur kleine Anteile an der Gesamteinwohnerschaft. Seit 1989 ist der Bevölkerungsteil der Russen und Tataren zurückgegangen, während der Anteil der Kasachen ebenso wie die Zahl kürzlich zugewanderter Bevölkerungsgruppen anstieg.
Der Anteil der Kasachen in der Oblast Astrachan ist der höchste in einer russischen Region. In einigen grenznahen Bezirken liegt diese Zahl noch weit über dem Schnitt der Oblast, so etwa im Rajon Wolodarsk (68,05 % kasachischer Bevölkerungsanteil), in Krasny Jar (47,65 %), in Charabali (41,84 %) und in Kamysjak (31,05 %). In vielen Schulen kann Kasachisch gelernt werden und es gibt zahlreiche kasachische Verbände und Kulturzentren. In Astrachan gibt es ein kasachisches Konsulat, seit 1991 erscheint mit Ak Arna eine zweisprachige (kasachisch-russische) Zeitung in der Oblast. Seit 2007 kann Kasachische Sprache und Literatur an der Staatlichen Universität Astrachan studiert werden.
Auch die Tataren leben schwerpunktmäßig in einigen Regionen, besonders im Rajon Priwolschski, wo ihr Bevölkerungsanteil mit 31,05 % überdurchschnittlich hoch ist, sowie im Rajon Narimanow (20,16 %). Die Präsenz der Kasachen und Nogaier in der Region kann bis auf das Khanat Astrachan zurückgeführt werden.
Das Bevölkerungswachstum der Region wird insbesondere durch einen Anstieg der Einwohnerzahl in der Stadt Astrachan selbst verursacht.

## Kultur, Sehenswürdigkeiten und Traditionen
Die bekannteste Sehenswürdigkeit der Hauptstadt Astrachan ist vermutlich der Astrachaner Kreml, mit dem sich die Stadt seit 2009 um Aufnahme in das UNESCO-Welterbe bemüht. In Astrachan ist in großem Maße historische Bausubstanz aus verschiedensten Epochen erhalten.
- Museen

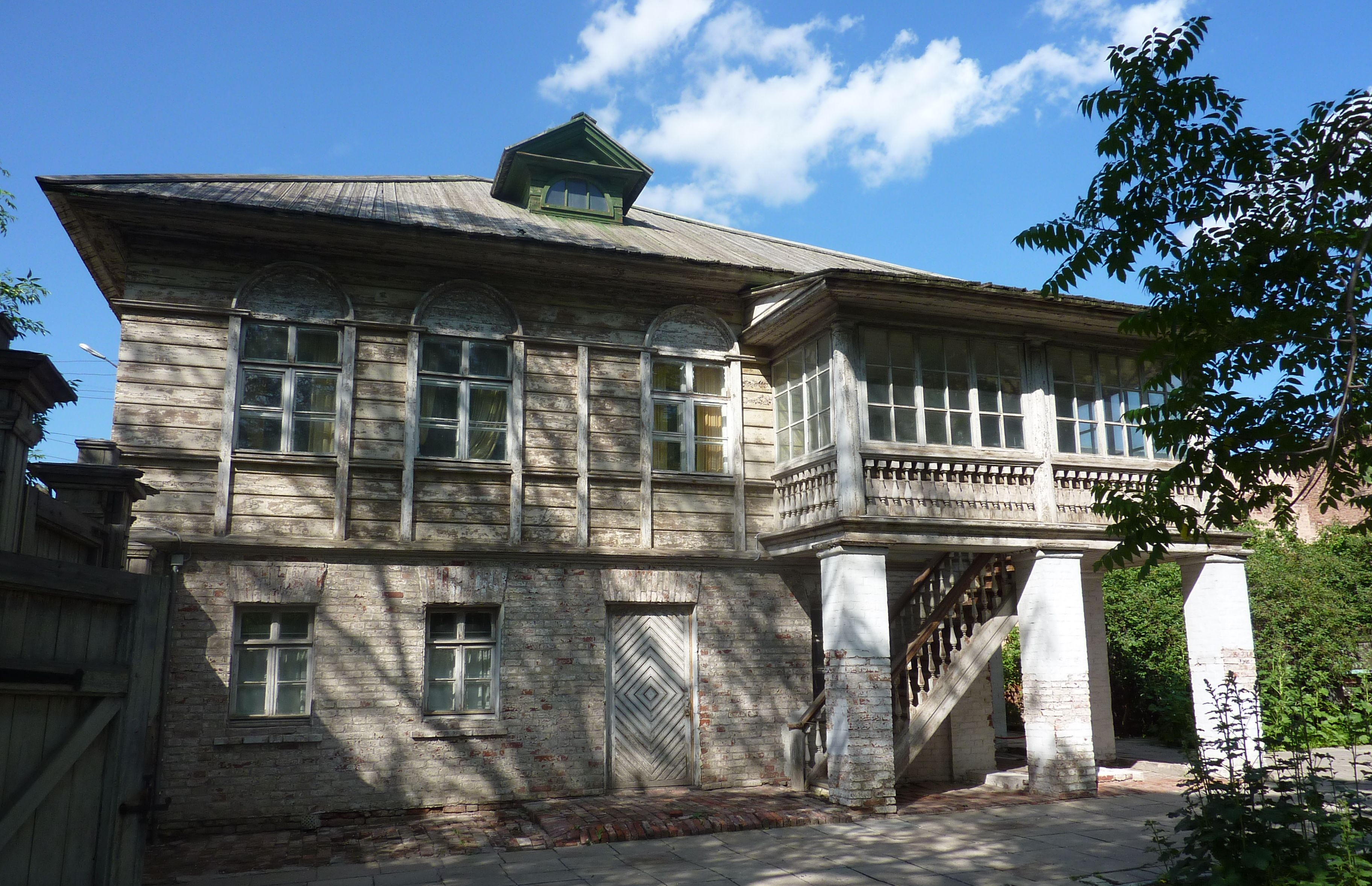
Das Museum der Familie Uljanow in Astrachan

  - Die Museen in Astrachan, siehe Astrachan
  - Der Museumskomplex in Altynschar

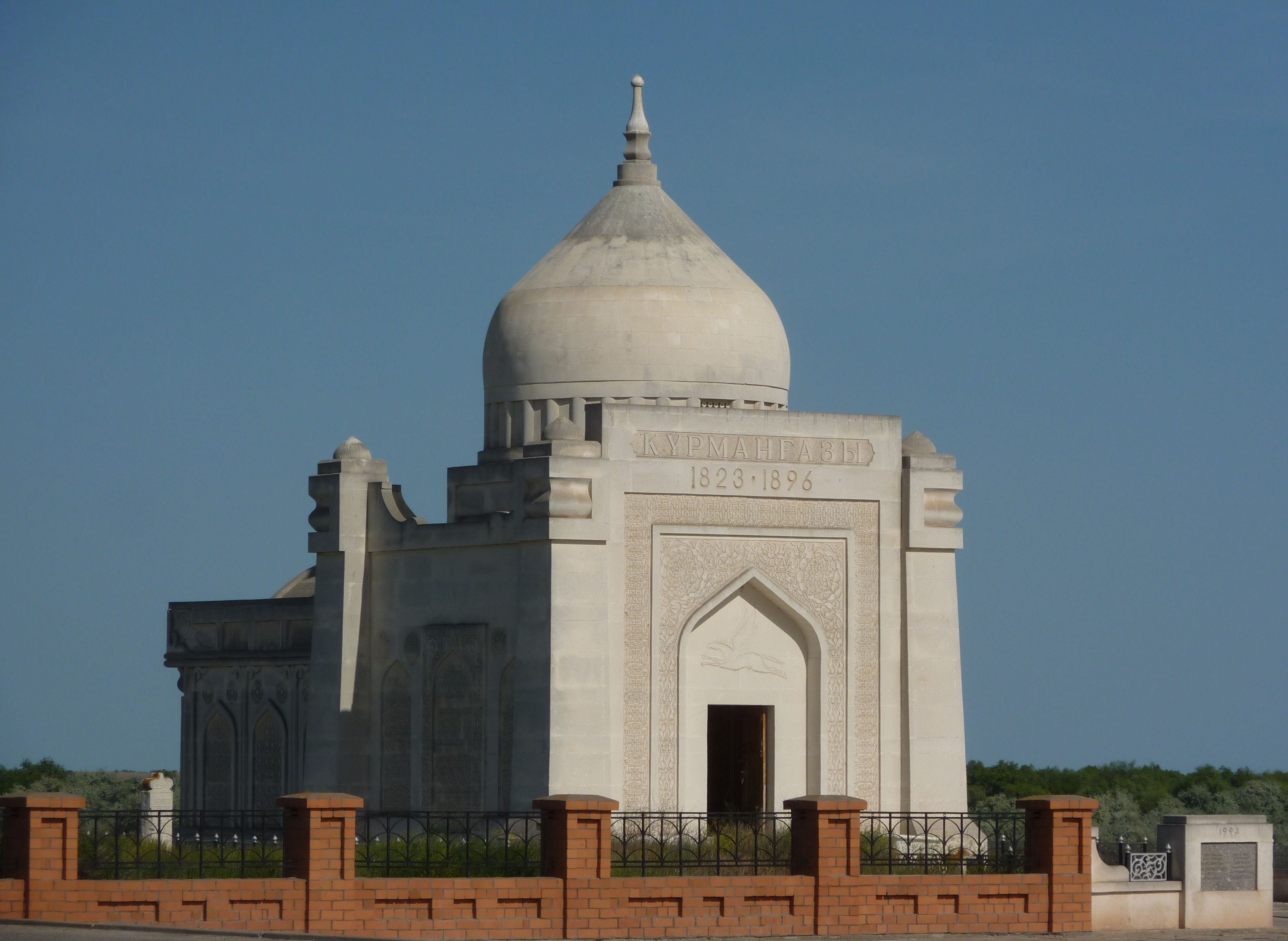
Das Mausoleum von Kurmangasi beim Dorf Altynschar

  - Der buddhistische Tempel (Churul) in Zagan-Aman
  - Ein Museum der Geschichte der Fischerei in Ikrjanoje
  - Das Museum der Wassermelone in Kamysjak

- Kirchen, Moscheen und Tempel
  - Kirche im Dorf Rasino
  - Kirche im Dorf Marfino
  - Die Moscheen von Astrachan
  - Der buddhistische Tempel im Dorf Retschnoje
  - Die Ruine der Kirche im Dorf Jenotajewka
  - Die Grabstätten von Chan Bukej (Gründer der Bukej-Horde) und Seid-Baba im Dorf Malyj Aral, ein heiliger Ort für die Kasachen.
  - Das Mausoleum für den kasachischen Komponisten Kurmangasi in Altynschar

- Architekturdenkmäler

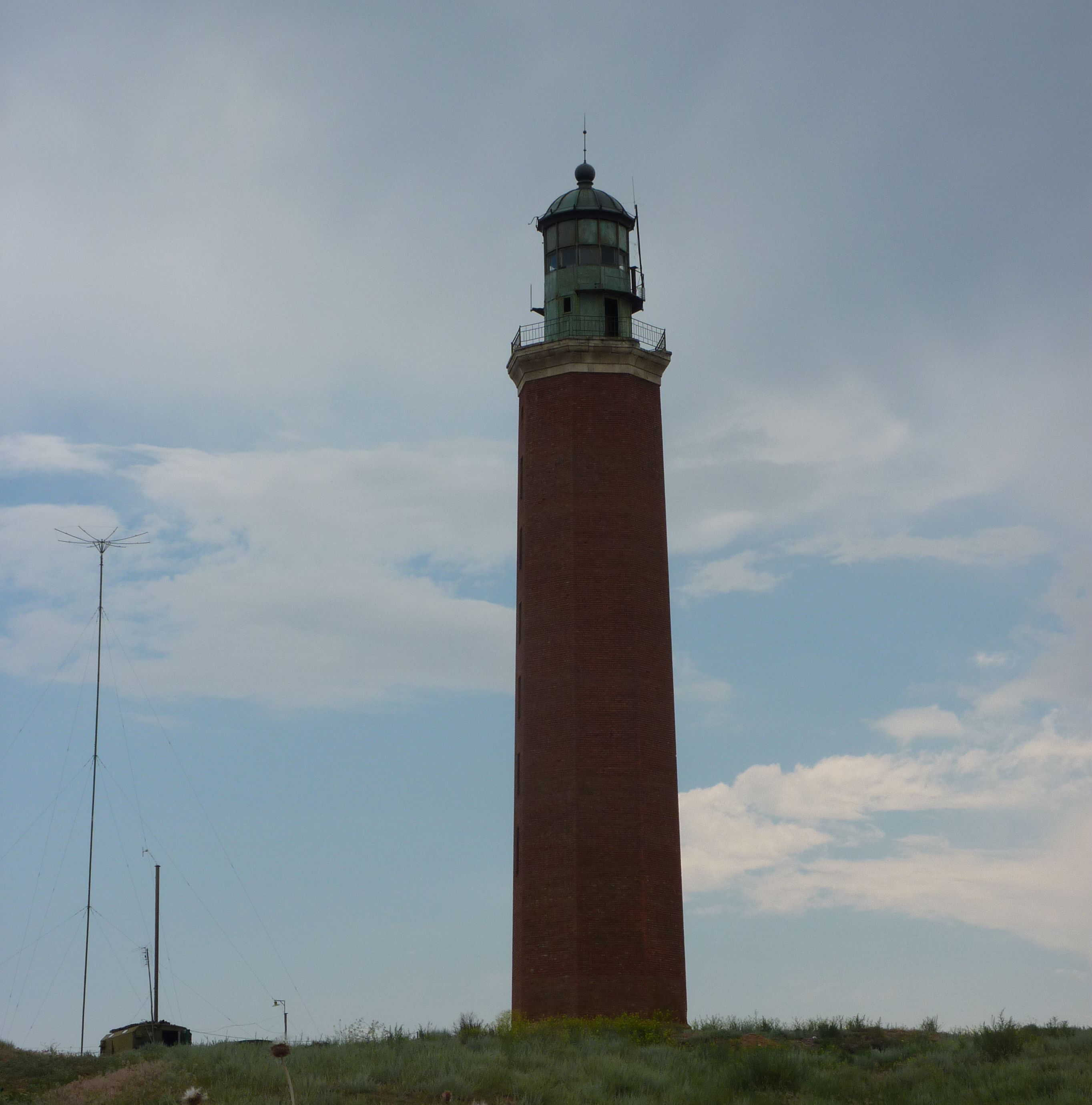
Der Leuchtturm Peters des Großen im Dorf Wyschka am Kaspischen Meer

  - Leuchtturm aus dem 19. Jahrhundert im Dorf Wyschka am Kaspischen Meer.
- Traditionelle Feste und Feiertage
  - Das kalmückische Fest Zagan Sar in den kalmückischen Dörfern der Oblast Astrachan
  - Der persisch-türkische Feiertag Nouruz bei den Kasachen und Nogaiern der Oblast Astrachan. Nowrus findet im Iran traditionellerweise am 23. März statt, in Astrachan wird er – um Terminschwierigkeiten mit der russischen Masleniza vorzubeugen – oft offiziell erst einen Monat später, Mitte April, begangen.
  - Tag der Marine am letzten Sonntag des Monats Juli.
  - Tag des Sieges am 9. Mai jeden Jahres. Der Tag des Sieges wird mit einer Parade im Stadtzentrum begangen.

## Natur

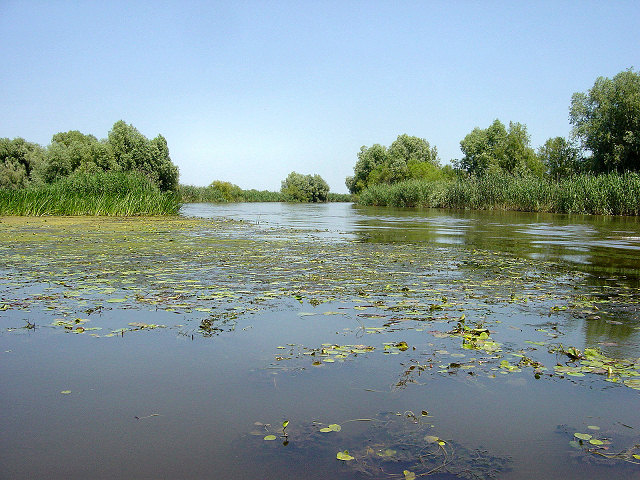
Im Wolgadelta

Auf dem Gebiet der Oblast Astrachan liegen mehrere Naturschutzgebiete, darunter das Astrachaner Naturschutzgebiet. Es ist in erster Linie ornithologisch interessant durch den massenhaften Durchzug von Zugvögeln im Frühling und Winter; jedoch findet zurzeit keine Beringung von Zugvögeln statt. Von russischen und deutschen Reiseunternehmen werden Exkursionen ins Naturschutzgebiet angeboten. Ein weiteres großes Schutzgebiet ist das Bogdo-Baskuntschak-Naturreservat um den Salzsee Baskuntschak.

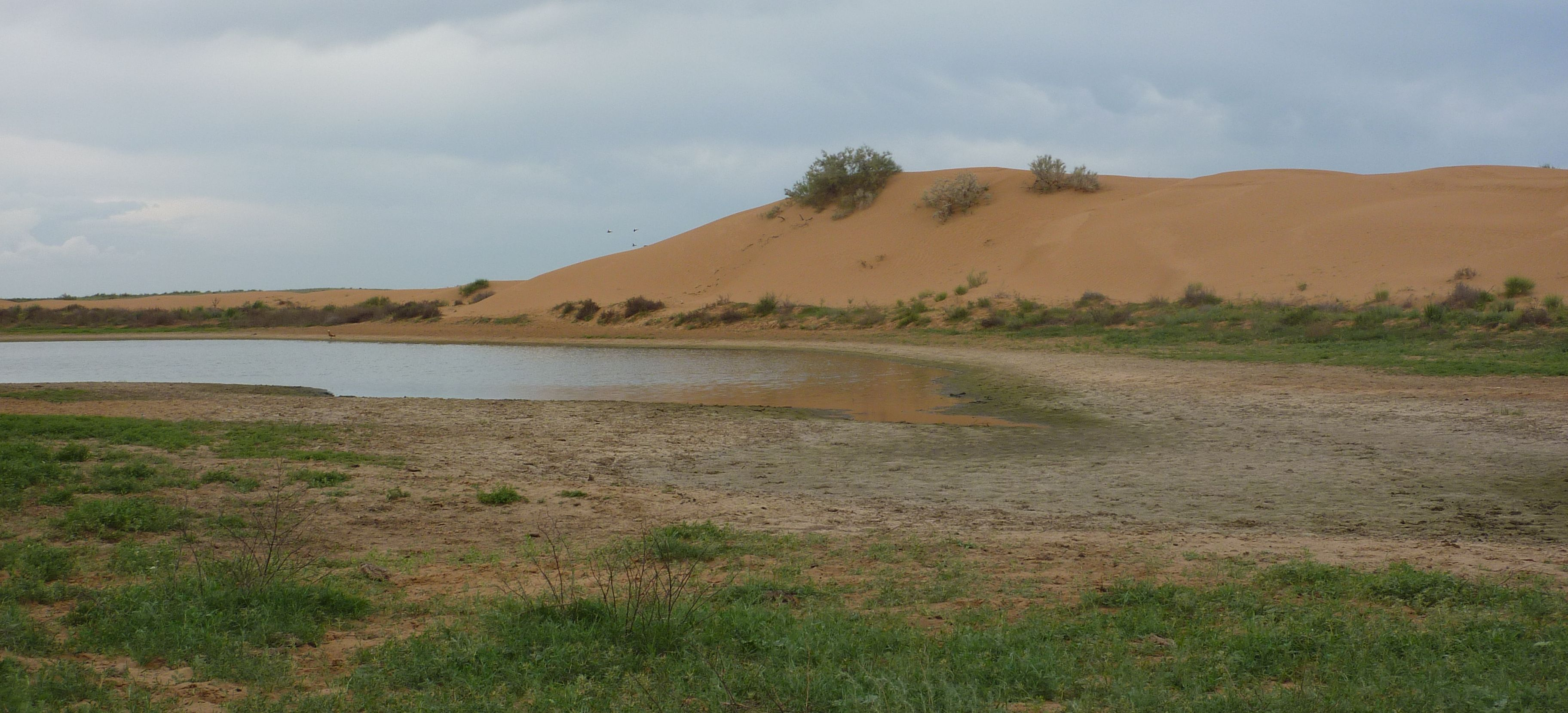
Sanddünen in der Steppe bei Astrachan

Weite Teile der Region Astrachan sind Steppenlandschaft, im Kontrast dazu steht das im südlichen Teil gelegene Wolgadelta. Zur Oblast gehören mehrere unbewohnte Inseln im kaspischen Meer, darunter Blinow oder Batkatschny.
In der Oblast Astrachan können Arten wie Bienenfresser, Wiedehopf oder verschiedene Limikolen beobachtet werden.
Die Oblast ist, bedingt durch die naturräumliche Verschiedenheit der Steppe, der Auenregionen der Wolga und Achtuba sowie des Kaspischen Meeres, reich an diversen Amphibien, aber auch Reptilien wie Schildkröten und Schlangen.

## Politik

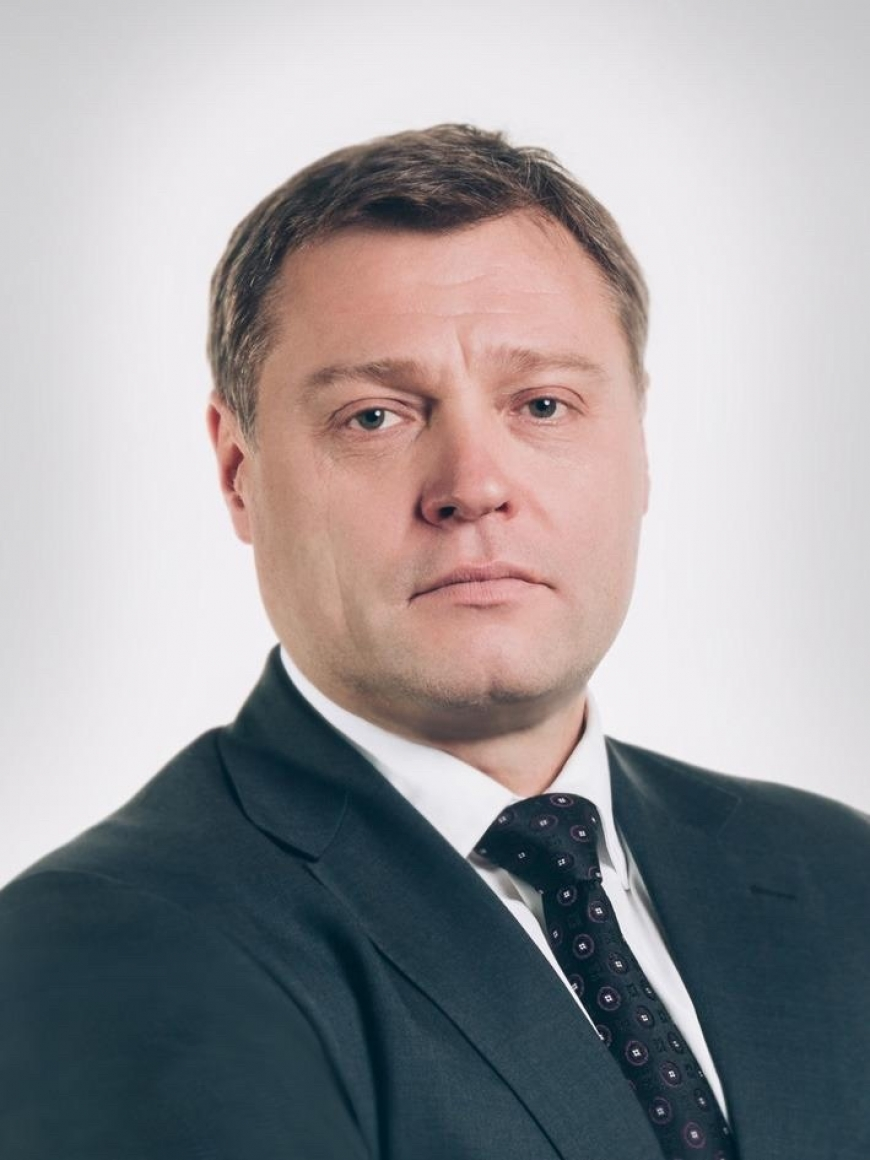
Igor Babuschkin, Gouverneur der Oblast Astrachan (skfo.gov.ru)

Gouverneur der Oblast ist seit September 2019 Igor Babuschkin (Stand Juni 2020).
| Name               | Amtszeit  |
| ------------------ | --------- |
| Anatoli Guschwin   | 1991–2004 |
| Alexander Schilkin | 2004      |
| Alexander Glaskow  | 2004      |
| Alexander Schilkin | 2004–2018 |
| Sergei Morosow     | 2018–2019 |
| Igor Babuschkin    | seit 2019 |

In der Duma der Oblast Astrachan, der 56 Abgeordnete angehören, stellt die Partei Einiges Russland mit 33 die größte Anzahl Abgeordneter. Die zweitgrößte Fraktion ist Gerechtes Russland/Pensionäre/Leben mit 7 Abgeordneten, es folgen die Kommunisten mit 6 sowie die Gruppen Astrachan und Astrachaner Region mit jeweils 4 Abgeordneten.